# Rio Cérou
O Cérou (em francês:  le Cérou) é um rio do sul de França, que percorre os departamentos de Aveyron e Tarn. É afluente do rio Aveyron pela margem esquerda, e portanto sub-afluente sucessivamente do rio Tarn e do rio Garona (Garonne). 
Corre em geral para oeste banhando as seguintes comunas:
- Departamento de Aveyron: Saint-Jean-Delnous, Lédergues
- Departamento de Tarn: Lédas-et-Penthiès, Lacapelle-Pinet, Padiès, Crespin, Andouque, Saint-Jean-de-Marcel, Valderiès, Rosières, Carmaux, Saint-Benoît-de-Carmaux, Monestiés, Le Ségur, Salles, Saint-Marcel-Campes, Cordes-sur-Ciel, Les Cabannes, Mouzieys-Panens, Vindrac-Alayrac, Labarthe-Bleys, Marnaves, Milhars